# Julie Baumann
Julie Baumann, z domu Julie Rocheleau (ur. 17 czerwca 1964 w Saint-Jérôme) – pochodząca z Kanady szwajcarska lekkoatletka, która specjalizowała się w biegach płotkarskich.
Jeszcze jako reprezentantka Kanady zajęła czwarte miejsce w igrzyskach Wspólnoty Narodów w 1986 oraz uczestniczyła w 1988 w igrzyskach olimpijskich w Seulu zajmując  szóstą lokatę w biegu na 100 metrów przez płotki oraz docierając do ćwierćfinału biegu na 100 metrów. Od 1989 roku posiada obywatelstwo szwajcarskie. W 1991 była piąta na mistrzostwach świata w Tokio, a rok później zajęła to samo miejsce na halowych mistrzostwach Europy. Największy sukces w karierze odniosła w 1993 zdobywając w Toronto halowe mistrzostwo świata w biegu na 60 metrów przez płotki. Na mistrzostwach Europy w 1994 była szósta, a rok później dotarła do półfinału halowych mistrzostw świata oraz była piąta na mistrzostwach świata. Docierała do półfinałów na igrzyskach olimpijskich w Atlancie (1996) i mistrzostwach świata w Atenach (1997). Siódma zawodniczka mistrzostw Europy z 1998.
Ośmiokrotna mistrzyni Szwajcarii, w 1988 została halową mistrzynią Stanów Zjednoczonych w biegu na 55 metrów przez płotki.
W 1988 dwukrotnie ustanawiała rekord Kanady w biegu na 100 metrów przez płotki, w 1991 cztery razy ustanawiała rekord Szwajcarii w tej konkurencji.

## Rekordy życiowe
- bieg na 60 metrów przez płotki (hala) – 7,95 (31 stycznia 1992, Karlsruhe) rekord Szwajcarii
- bieg na 100 metrów przez płotki – 12,76 (7 lipca 1991, Winterthur) rekord Szwajcarii
- bieg na 100 metrów – 11,13 (28 maja 1988, San Jose)